# 曳家

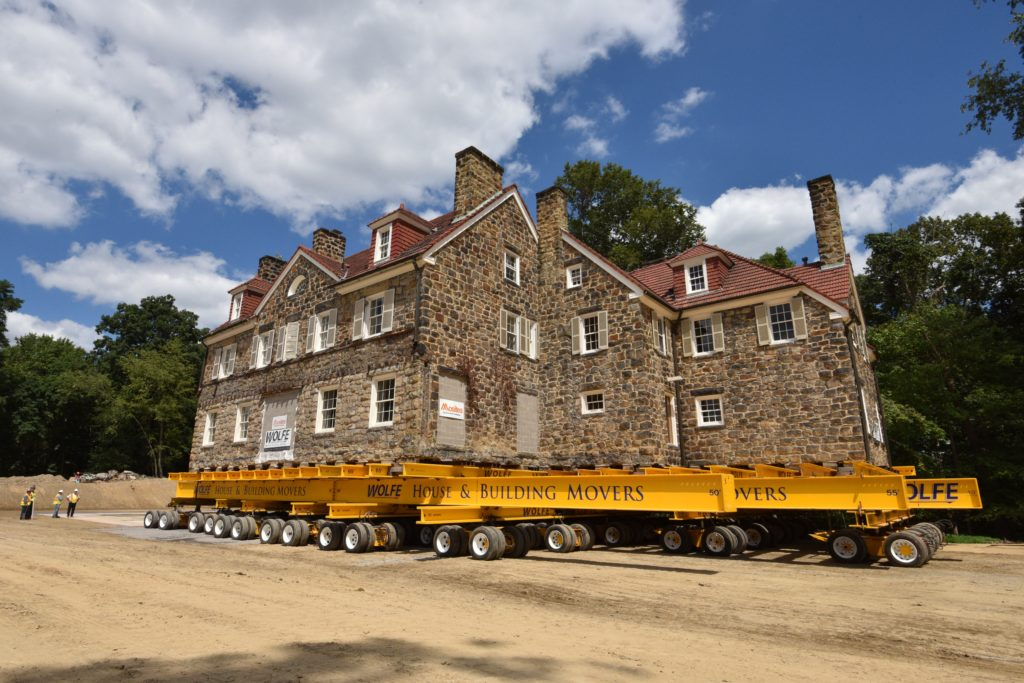
曳家

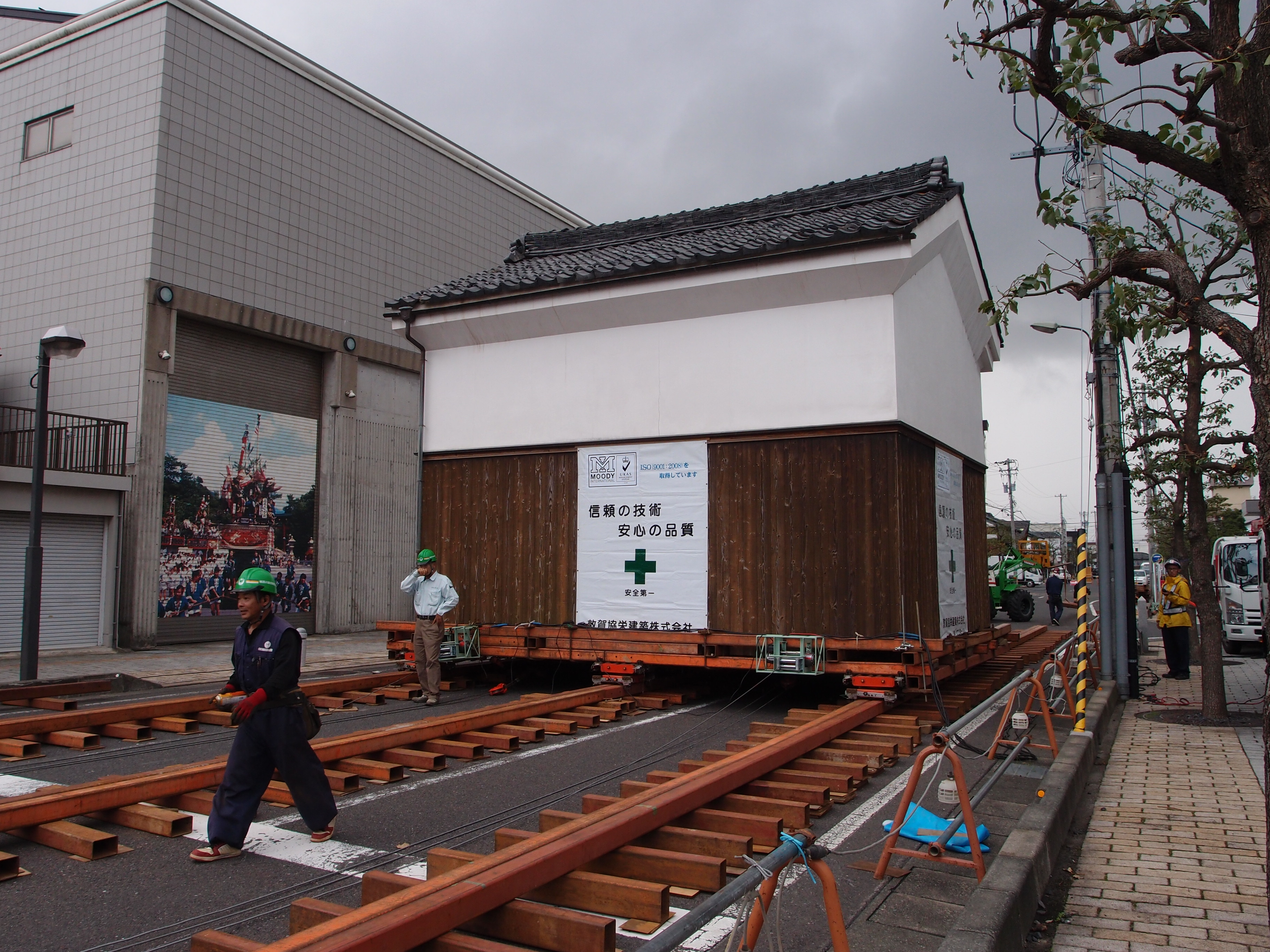
蔵の曳家1(福井県敦賀市)

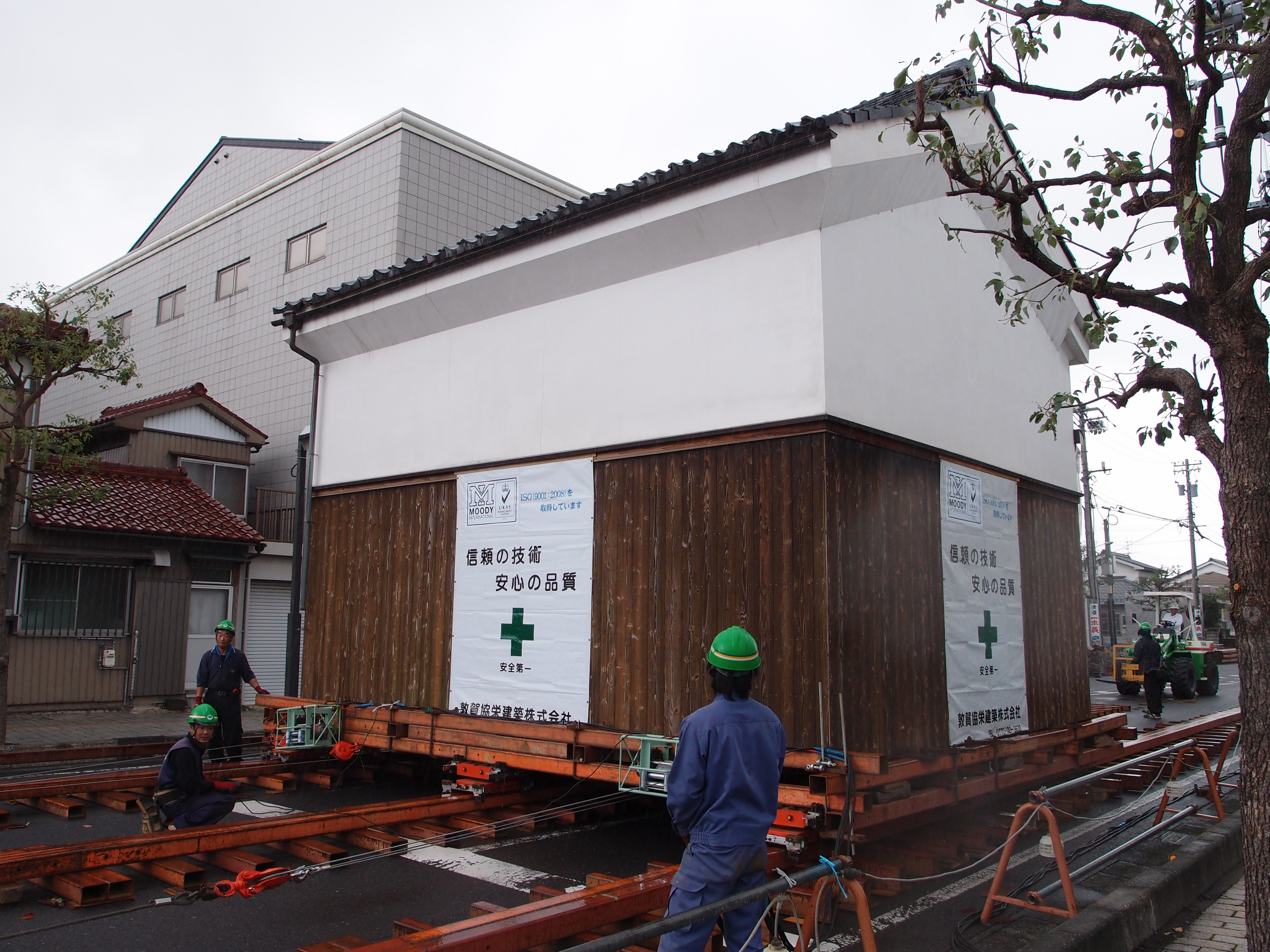
蔵の曳家2(福井県敦賀市)

曳家、曳屋（ひきや）とは、建築物をそのままの状態で移動する建築工法である。引舞、曳舞とも称す。

## 概要
土地区画整理事業、歴史的建造物の維持保存、或いは建築物を解体せずに別の場所へ移動する場合に活用される建築工法である。解体して立て直す工法は再築工法（さいちくこうほう）。

## 歴史
重量物を人力により移動させる技術としては、古くはピラミッドやストーンヘンジ・万里の長城の築造工事の際に巨石を移動させたことにさかのぼることができるという。ただしこれらの技術については、諸説あるものの完全な技術は伝わっておらず、詳細は不明である。

### 日本
日本における巨石移動については、5世紀か7世紀のものとされる橇および修羅と呼ばれる道具が大阪府藤井寺市三ツ塚古墳より出土しており、この時代まではさかのぼることができる。また、中世期には築城が盛んとなり、「万力取り」「枕渡し」「修羅送り」（石引）などの技法が行われたという。特に石引は、ころと呼ばれる丸太の上に台を載せ、人力により石を曳くという、曳家の技術とも通ずる方法であった。また、江戸（関東）においては、丸太ではなく濡らし滑りやすくした割竹を用いていたという。
江戸時代に入ると、重量物の運搬を担う算段師という職業が登場し、明治時代にこの算段師の集団から曳家の集団に移行したグループもあるという。近代化する日本において曳家の需要は高まり、特に戦後の復興期に最盛期を迎えたという。
特筆すべきは名古屋市の戦後復興事業に伴うもので、岐阜の安部工業所（現安部日鋼工業）の独自開発の技術により、鉄筋コンクリート造のビルを地下室ごと、また業務を継続しながら移動させた例（滝兵ビル）や同じく鉄筋コンクリート造のビルを道路を越えて南に180メートル、東に80メートル移動させた例（朝日生命名古屋支社）などの多くの例が存在している。同市の戦後復興事業を振り返った『戦災復興誌』によると、総掘り移転工法の無浮揚移転を多用したとしている。この工法は移動する建物の外周および移動経路について掘削して、曳家を行うものであるという。
現在でもビルの移動は技術的に可能であるが、建築基準法などの法的な問題により盛んには行われない（詳細は以下の「条件」の項を参照のこと）。

## 条件
- 曳行に適した土地が確保されていること[1]。
- 建築物が曳行に必要な耐久性を有していること[1]。
- 移転先の敷地（建ぺい率等の規制のクリアを含む）が確保されていること[1]。
- 曳家に要する費用と建物の残存価値（希少価値）を比較して折り合いが付くこと[1]。

## 方法
一般的には、以下の手順により建造物の移動を行う。
1. 建造物を地面から離す[10]
土台下の基礎に穴を開け、土台と基礎の間のアンカーボルトを切断、開けた穴に鋼材を通してジャッキアップし、建造物を持ち上げる[11]。ガス管や水道管などは外し、引き続き使用する場合にはプロパンガスに接続したり、ホースにつなぐなどの処理を行う[11]。
2. 建造物を地面からジャッキなどを利用して上昇させる[10]
3. 移動させるためのルートを作る[10]
鉄道で使用する枕木を組み上げて台を作り、その上に同じく鉄道レールを何本も設置するという[10]。移設場所の都合により建造物を回転する必要があるときは、短いレールをつなげてカーブを作り、回転の支点にベアリングの入った茶玉という道具を置くことで回転させる[12]。
4. 建造物をローラーに乗せる[10]
1970年（昭和45年）頃までは「コロ」と称する鉄の棒を用いていたが、現在は鉄筋コンクリートなど重量のある建造物でなければ、専用のローラーを使用する[10]。
5. ジャッキを使用して押すか、ウィンチを使って引くかのどちらかで移動する[10]
6. 建物を下ろし、固定する[10]

## 曳家を行った著名な建造物

### 日本
- 赤坂プリンスホテル[13]旧館
- インブリー館[14]
- 大倉集古館
- 東京中央郵便局[13]
- 同潤会大塚女子アパートメント[13]
- 靖国神社鳥居[13]
- 総理大臣公邸[15]
- 昭和館 (栃木県庁舎)[16]
- JR奈良駅旧駅舎（現・奈良市総合観光案内所）
- 弘前城天守
- 札幌市時計台
- 浜寺公園駅駅舎

### 台湾
- 高雄駅 旧駅舎（中国語: 高雄火車站 (歷史建築)）[2]

## メディア
- ““曳家”完全中継 in 阿佐ヶ谷神明宮”. タモリ倶楽部. 20 June 2009. テレビ朝日.